# Gaithersburg
Gaithersburg è un comune degli Stati Uniti d'America, situato nella contea di Montgomery, nello Stato del Maryland. Si trova a nord ovest di Washington e conta circa 60 000 abitanti.
Ospita il quartier generale del National Institute of Standards and Technology ed è sede di un importante osservatorio internazionale per il controllo della variazione della latitudine.